# Abidžan
Abidžan (tudi Abidjan) je mesto v Slonokoščeni obali. Leta 2002 je štel 3.430.000 prebivalcev. Je največje gospodarsko in trgovsko središče države ter pristanišče (1950) ob laguni Ebrie, ki jo z Atlantskim oceanom povezuje prekop Vridi. Znana je poslovna četrt Le Plateau na istoimenskem polotoku s katedralo sv. Pavla (1985). V mestu je narodni muzej, 2 univerzi in mednarodno letališče.

## Zgodovina
Evropska naselbina je nastala leta 1934 kot sedež francoskega guvernerja in kolonialne uprave. Med letoma 1960 in 1983 je bilo glavno mesto države.